# Paraprisomera
Paraprisomera – rodzaj straszyków z rodziny Lonchodidae i podrodziny Lonchodinae.

## Taksonomia
Rodzaj ten został wyróżniony w 2002 roku przez Franka Hennemanna. Gatunkiem typowym rodzaju ustanowił on Clitumnus coronatus. Do rodzaju tego zaliczają się tylko dwa opisane gatunki: 
- P. coronata (Brunner von Wattenwyl, 1907)
- P. taprobanae (Westwood, 1859)

## Morfologia
Rodzaj ten grupuje średniej wielkości, smukłych i walcowatych przedstawicieli swojej podrodziny. Głowa wydłużona, płaska, opatrzona żeberkiem między oczami, które przechodzi na końcach w kolce lub łuskowate guzki. Uda środkowej i tylnej pary odnóży z żeberkiem środkowym. Na udach nóg środkowych obecne liściowate płaty. Płytka nadanalna krótka, zaokrąglona lub trójkątna. Operculum wyposażone w kil i kolec położony przednio-bocznie.
Jaja małe, butelkowatego kształtu, szare do czarnych, prawie gładkie, owalne w przekroju poprzecznym. Wieczko wydłużone, rurkowate, cylindryczne.

## Rozprzestrzenienie
Straszyki te są endemitami Sri Lanki. Podanie Borneo jako lokalizacji typowej jednego z gatunków zsynonimizowanych z gatunkiem typowym tego rodzaju okazało się być błędne.